# Jason Chaffetz
Jason E. Chaffetz [ˈtʃeɪfᵻts], född 26 mars 1967 i Los Gatos i Kalifornien, är en amerikansk republikansk politiker. Han var ledamot av USA:s representanthus 2009–2017.
Chaffetz utexaminerades 1989 från Brigham Young University och var verksam som affärsman. Han var medarbetare åt guvernör Jon Huntsman. I republikanernas primärval inför kongressvalet 2008 besegrade han sittande kongressledamoten Chris Cannon. I själva kongressvalet besegrade han demokraten Bennion Spencer. Chaffetz avgick 2017 som kongressledamot för att kunna arbeta för Fox News Channel.